# 成清博愛
成清 博愛（なりきよ ひろえ、1864年11月13日（元治元年10月14日）- 1916年（大正5年）1月18日）は、明治から大正前期の実業家、政治家。衆議院議員、福岡県山門郡小川村長。号・的山（てきざん）。金山王と称された。

## 経歴
筑後国山門郡、のちの福岡県山門郡小川村 （瀬高町を経て現みやま市）で生まれた。柳川藩儒者・西田麗川に師事し漢学を修めた。1887年（明治20年）慶應義塾に入塾したが、1888年（明治21年）病のため中退して帰郷した。
1890年（明治23年）小川村会議員に選出され、九州改進党の結成に尽力した。政治活動資金を捻出するため炭坑、金山の経営に乗り出したが失敗し財産を失うが、小川村長、山門郡会議員、福岡県会議員、瀬高銀行取締役などを務めた。
1903年（明治36年）ころに大分県速見郡立石町（現杵築市山香町）の馬上金山の情報を得て、翌年に17万円で鉱区権を取得し、1910年（明治43年）11月に開坑して排水問題に苦しみながらも、1912年（明治45年）6月、富鉱部に到達して1914年（大正3年）から1922年（大正11年）ころに最盛期を迎えた。また、大分県内、宮崎県、鹿児島県にも鉱区を拡大して金山王と称された。
その他、実業界では大湯鉄道、宇佐参宮鉄道（大分交通宇佐参宮線）、両豊銀行などの設立に参画し監査役、取締役を務め、佐賀関製錬所（現パンパシフィック・カッパー佐賀関製錬所）の誘致に尽力するなど、地域の経済発展に貢献した。
1915年（大正4年）3月、第12回衆議院議員総選挙で大分県郡部から立憲政友会所属で当選した。その際、自動車で選挙区を巡り話題となった。体調不良のため1915年11月22日に議員を辞職し、衆議院議員に1期在任した。
1915年、日出町に私邸（現的山荘）が完成して立石町から移住した。1916年1月、私邸で腎臓病のため死去した。

## 親族
- 長男 成清信愛（実業家、貴族院多額納税者議員、衆議院議員）[3][5]